# Gutter Sirens
Gutter Sirens – polski zespół grający power metal. Założony w 1992 w Białej Podlaskiej.

## Skład

### Obecni członkowie
- Krzysztof "Doman" Domański – gitara basowa, wokal (od 1992)
- Paweł Kowalczyk – gitara (od 1992)
- Mariusz Czarnomysy – gitara (od 1992)
- Arkadiusz Żmudziak – instrumenty klawiszowe (od 2009)
- Marcin Szumiło – perkusja (od 1997)

### Byli członkowie
- Ślimak - perkusja (1993-1994)
- Krzysztof Czeczko - instrumenty klawiszowe (1992-1995)
- Lucky - perkusja (1994-1995)
- Mariusz Polak - perkusja (1995-1997)
- Szabas - gitara (2000)
- Sławomir Maksymiuk - gitara (2001)
- Rafał Aleksandrzak - instrumenty klawiszowe (1995-2007)

## Dyskografia

### Albumy studyjne
- The Trees (1998)
- Memory Analysis (2003)
- Horror Makers (2006)
- Phantom Pains (2015)

### Inne wydawnictwa
- Return to Heaven - demo (1993)
- Syndrom – demo (1995)
- Koncert w czterech ścianach – demo (1996)